# Franz Salomon Wyss
Franz Salomon Wyss (también como: von Wyß; 19 de abril de 1796 en Berna - 13 de junio de 1849 en Csorna [Austria, hoy Hungría]) fue un militar de origen suizo al servicio de Austria.

## Biografía
Sus padres fueron el comisionado bernés Franz Salomon Wyss, de la familia aristocratica Wyss y su esposa Margaretha Tschiffeli. Desde 1810 asistió a la academia de ingenieros en Viena. Luego en junio de 1813 fue teniente del 1er Regimiento de Ulanos (Conde Merveld) con quien participó en las guerras de liberación. Las campañas de 1813 y 1814 las realizó en Iliria e Italia, estuvo en las batallas de Feistritz y Krainburg, en el avance a Italia, en las batallas en Rozenigo, Bassano, San Marco y el bloqueo de Palmanuova. En 1814 fue nombrado lugarteniente. En la campaña de verano de 1815 en Francia, el regimiento de ulanos estuvo durante algún tiempo en las inmediaciones de París. Después de la guerra, fue consultado desde 1820 hasta 1822 para realizar trabajos de topografía y en 1827 ascendió a segundo Rittmeister, en 1831 fue ascendido a comandante del escuadrón. Luego en 1838 a comandante en el 3er regimiento de ulanos (Archiduque Carlos), en 1840 fue teniente coronel, 1843 coronel y comandante del regimiento.
Con el comienzo de la primera guerra de independencia italiana, acompañó al Feldzeugmeister Nugent a Italia. Se le dio el mando de una brigada. Se distinguió en 1848 en la Batalla de Custoza, por lo que fue ascendido a mayor general en agosto de 1848. Ocupaba Quaderni cuando una brigada de infantería piamontesa pasó por la calle, sin embargo atacó y pudo dispersar a la brigada y hacer 45 prisioneros. En la noche del 31 de julio al 1 de agosto, avanzó con su patrulla a Crema. Capturaron a un oficial y 48 hombres, 5 caballos, 300 rifles, varios tambores y banderas.
Durante el levantamiento de octubre en Viena en 1848 estuvo bajo el mando del mariscal de campo Príncipe Alfred zu Windischgrätz y lideró la vanguardia contra los insurgentes en Viena y conquistó Leopoldstadt. Por el asalto del Jagerzeile recibió la Orden de la Corona de Hierro de Segunda Clase .
Cuando estalló la revolución Hungría, fue enviado hasta allí. Recibió una brigada en la división Csorich del segundo cuerpo del ejército del Mariscal de Campo Conde Wrbna. El 11 de enero de 1849, él y su brigada atacaron a una vanguardia enemiga en Ipolyság. El 27 de febrero de 1849, el segundo día de la Batalla de Kápolna, dirigió personalmente el 2.º Batallón de Cazadores y un batallón de infantería de Baden para asaltar esta aldea a través del Tarna. Pudo ocupar el pueblo y mantenerlo a pesar del intenso fuego de artillería. Después de que el Feldzeugmeister Welden asumiera el alto mando, Wyss recibió una brigada separada en el primer cuerpo de ejército del mariscal de campo, el conde Schlik. El 1 de junio de 1849, los húngaros lograron capturar al coronel Freiherr Zessner con documentos importantes. El general Gyorgy Kmety decidió atacar a la Brigada Wyss en Csorna. La brigada inicialmente pudo resistir, pero a las 8 de la mañana, el general Wyss decidió retirarse hacia Beö-Sárkány. A la cabeza de la vanguardia, el general cayó alcanzado por dos balas.